# Mesopolobus juniperinus
Mesopolobus juniperinus is een vliesvleugelig insect uit de familie Pteromalidae. De wetenschappelijke naam is voor het eerst geldig gepubliceerd in 1958 door Rosen.